# Tassilo al II-lea de Bavaria
Tassilo al II-lea (d. cca. 719), membru al familiei Agilolfingilor, a fost un conducător din Germania de Sud.
Tassilo era unul dintre cei patru fii (probabil, al treilea) ai ducelui Theodo al II-lea de Bavaria cu Folchaida. Cândva înainte de anul 715, Theodo și-a divizat ducatul și i-a asociat la conducere pe doi dintre fiii săi (cei mai vârtsnici). Cel mai mare, Theodebert, a fost co-guvernator încă din 702, în vreme ce al doilea, Theodebald, din 711. La moartea lui Theodo (probabil în 716), divizarea ducatului a devenit efectivă. Nu se poate ști dacă această divizare a fost teritorială (ca în cazul Franciei merovingienilor) sau nu (ca în cel al Principatelor longobarde de Benevento și Capua). Dacă a fost așa, pare potrivit să se considere că Tassilo al II-lea ar fi domnit în dieceza de Passau.
Între frați a izbucnit războiul, însă nu se cunosc prea multe detalii. Despre Tassilo ca duce nu se cunoaște aproape nimic. Existența sa este confirmată în codexul de la Salzburg, unde este menționat ca nefiind căsătorit, deși există presupunerea că o anume Waldrada, consemnată ca soție a lui Theodebald, ar fi fost de fapt soția lui Tassilo. Pe de altă parte, i se atribuie lui Tassilo o căsătorie cu Imma (d. cca. 750), cu care ar fi avut doi copii, Grimoald și Swanahilda. Prin aceasta din urmă, Tassilo ar fi fost astfel socrul majordomului francilor Carol Martel. Dat fiind că Swanahild era cu siguranță nepoată a ducelui Odilo de Bavaria, se deduce că acesta din urmă ar fi fost cumnat cu Tassilo. Tassilo era deja decedat în 719, ca și toți ceilalți frați ai săi, cu excepția lui Grimoald.